# لیدیه ۱۱۰
سیارک ۱۱۰ (به انگلیسی: 110 Lydia) صد و دهمین سیارک کشف شده است که در ۱۹ آوریل ۱۸۷۰ و در مارسی کشف شد.
آلفونس بورلی این سیارک را کشف کرد.
قدر مطلق سیارک برابر ۷٫۸۰ است.